# Bujki (Litwa)
Bujki (lit. Buikos) − wieś na Litwie, w gminie rejonowej Soleczniki, 3 km na wschód od Jaszunów, zamieszkiwana przez 67 osób. Przed II wojną światową w Polsce, w powiecie wileńsko-trockim województwa wileńskiego.